# Bis zur Vergasung
Die umgangssprachliche Redewendung bis zur Vergasung kam kurz nach dem Gaskrieg während des Ersten Weltkrieges auf und wurde zunächst vor allem von Soldaten, Schülern und Studenten verwendet.
Im Hinblick auf den Holocaust ist der Gebrauch der Redewendung in heutiger Zeit für viele Menschen ein Tabu. Verwendet wird sie trotzdem. Neutraler Ersatz in der heutigen Umgangssprache dafür sind die Redewendungen bis zum Abwinken, bis der Arzt kommt oder bis zum Geht-nicht-mehr.

## Herkunft und Begriffsgeschichte
Ursprünglich bezieht sich die Wendung auf den physikalischen Begriff des Vergasens und beschreibt den Übergang eines Stoffes vom flüssigen in einen flüchtigen Aggregatzustand bei Erhitzung.
Nachdem im Gaskrieg während des Ersten Weltkrieges vor allem an der Westfront von beiden Seiten Giftgas eingesetzt worden war, soll die Redewendung bei deutschen Soldaten erstmals gebräuchlich gewesen sein. In der Soldatensprache ausgedrückt blieb man „bis zur Vergasung“ auf seinem Posten. In gedruckter Form fand der Ausspruch unter anderem auf sarkastischen Feldpostkarten Verwendung.
Anlässlich einer Kritik von Heinz Küppers Wörterbuch der deutschen Umgangssprache, Band II stellte der Schriftsteller Hans Magnus Enzensberger 1963 fest:

„In jedem Vorortzug des Landes ist, zwanzig Jahre nach Auschwitz, die Redensart zu hören: bis zur Vergasung. […] Diesen Befund vor Augen, werden die ‚Kulturträger‘ des Landes ihr altes Gejammer über den Nihilismus von neuem anstimmen, eine Messerspitze Abendland verordnen und getrost zu ihren Goethe-Jahren und Hofmannsthal-Wochen zurückkehren. Da hilft aber kein Goethe mehr, und auch kein Hofmannsthal.“

Der Sprachwissenschaftler Peter von Polenz stellte sich gegen diese Behauptung und vertrat bei einem Vortrag am Institut für Deutsche Sprache 1968 die Auffassung, der Nationalsozialismus hätte keine Auswirkungen auf den modernen Sprachgebrauch gehabt. Von Polenz nannte Enzensbergers Methoden „dilettantisch“ und wies nach, dass die Redewendung bereits vor dem Völkermord an den Juden im deutschen Sprachgebrauch auftrat. Anlässlich eines Interviews mit dem Germanisten Hans Jürgen Heringer im Jahr 1982 bekräftigte von Polenz dies noch einmal. Heringer teilte dessen Einschätzung aber nur zum Teil.

„Aber auf der anderen Seite muß die Erinnerung auch in den Wörtern wachgehalten werden. […] Natürlich kann man es niemandem zum Vorwurf machen, wenn er nie diesen Sprachgebrauch kennengelernt hat. Dann weiß er eben nichts von der Geschichte. Ich halte es schon für erstrebenswert, historische Reminiszenzen und Assoziationen zu erhalten.“